# Woods Dual Power
Woods Dual Power – hybrydowy samochód osobowy produkowany przez amerykańskie przedsiębiorstwo motoryzacyjne Woods Motor Vehicle w roku 1917.
Silnik elektryczny umożliwiał rozpędzenie pojazdu do prędkości 32 km/h, po czym funkcję napędu przejmował silnik spalinowy, dzięki czemu oszczędzano energię zgromadzoną w akumulatorach, a samochód mógł rozwinąć prędkość 56 km/h.

## Dane techniczne Woods Dual Power

### Silnik
- elektryczny, oraz S4 1560 cm³[1]
- Układ zasilania: b.d.
- Średnica cylindra × skok tłoka: b.d.
- Stopień sprężania: b.d.
- Moc maksymalna: 12 KM (9 kW)[1]
- Maksymalny moment obrotowy: b.d.

### Osiągi
- Przyspieszenie 0–80 km/h: b.d.
- Przyspieszenie 0–100 km/h: b.d.
- Prędkość maksymalna: 56 km/h[1]